# 费尔登 (纽伦堡地区县)
费尔登（德語：Velden，發音：[ˈfɛldn̩] ⓘ）是德国巴伐利亚州中弗兰肯行政区纽伦堡地区县的城市，面积21.34平方千米，人口为人。